# 古稀庵 (小田原市)

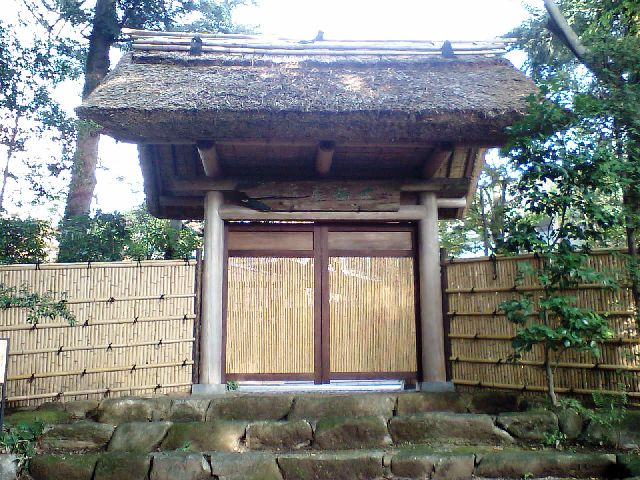
古稀庵の門
山縣有朋自筆の「古稀庵」の額が掲げられている。

古稀庵（こきあん）は、1907年（明治40年）に、神奈川県足柄下郡大窪村（現：神奈川県小田原市板橋）に建てられた、政治家・山縣有朋の別荘である。

## 概要
神奈川県足柄下郡大窪村板橋の、南向きの傾斜地に立地。総面積約11,630平方メートルの中に、和風木造平屋建の本館、伊東忠太設計の木造二階建の洋館、ジョサイア・コンドル設計のレンガ造平屋建の洋館等の建物と、入口に茅葺屋根の門、面積約4,600平方メートルの庭園により構成されていたとされる。

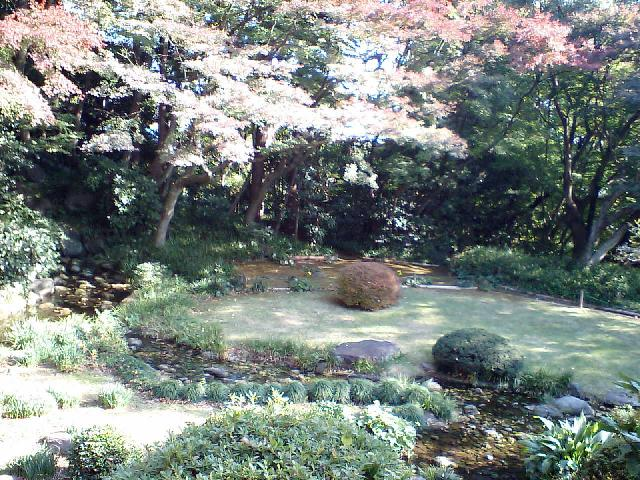
古稀庵の庭園

特に庭園については、庭園好きの山縣がその築造に心血を注ぎ、日本古来の「山水回遊式庭園」の形式をあえて採らず、作風の主題を「自然」、とりわけ「水流」に求めた「自然主義的庭園」の形式を京都別邸・無鄰菴に続いて採ったとされる。その庭園は、高低差14.9mの間に上段の庭、中段の庭、下段の庭等といった形で構成され、その高低差を巧みに利用した流水や、洗頭瀑、聴潭泉といった滝を配したことが特徴として挙げられる。同じく山縣の所有であった東京・目白の椿山荘や、京都の無鄰菴と共に、近代日本庭園の傑作とする評価もある。
古稀庵滞在中の山縣は、健康の時には朝夕必ず杖を付いて庭園内を散歩していたが、1914年（大正3年）になると、庭園内に「槇ヶ岡神社」という、明治天皇の神霊を祀った神社を造り、雨の日も風の日もそこに参拝することを日課としていた。
庭園にはこの他、小田原の在郷軍人によって植えられた「軍人松」と、地元の人々が曳いて来て据え付けてくれた「兜岩」と呼ばれる、兜の形をした大石があり、山縣がこのことについて地元・板橋村（1889年（明治22年）に大窪村となる前のこの地の村名）の人々に感謝の意を表して詠んだ歌が庭園内の記念碑に残っている。また、古稀庵への来客と庭について座談するとき、山縣は必ずこれらを自慢したという。
庭園内にある滝についても、山縣は来客に自慢していたが、横浜から原富太郎が訪れたときには、原から「この滝には三渓園の滝に比べて、滝の流れの響きに生命が感じられない。」と評され、それを聞いて相当口惜しがったといわれている。

## 経緯
明治期の小田原には、相模湾沿いの海岸地域を中心に、1890年（明治23年）の伊藤博文による「滄浪閣」をはじめ、政財界人の別荘群が形成されていた。1901年（明治34年）には小田原城内に御用邸が完成し、皇室関係者も小田原に居住するようになった。しかし、1902年（明治35年）の小田原大海嘯により、海岸沿いの別荘が大打撃を受けた。
その後は、1904年（明治37年）に、三井財閥を支えた実業家益田孝が、当時の小田原町に隣接する内陸の大窪村板橋に別荘「掃雲台」（当初は早雲台）を営むと、益田に縁のある大倉喜八郎といった実業家達が、この板橋に別荘を構えるようになっていった。
山縣有朋も益田と縁のある人物の一人であった。当初山縣は、1887年（明治20年）頃から神奈川県中郡大磯町に「小淘庵（こゆるぎあん）」という、約5,000坪（約16,530平方メートル）の別荘を営んでいたが、1909年（明治42年）に三井高棟へ譲渡している。1907年（明治40年）9月、板橋の掃雲台の隣地に別荘を構えた。この年山縣は数え年70歳の古稀を迎えたことから、この別荘は「古稀庵」と命名された。以来、1922年（大正11年）にこの地で生涯を閉じるまで、山縣はずっとこの古稀庵に在住した。
山縣が古稀庵に住み始めた頃、既に政界からは引退していたが、その政界に及ぼす影響力は依然残っており、内閣更迭改造から閣僚・高官人事に至るまで口出ししたことから、為政者たちは山縣を「小田原の大御所」と呼び、多くの政界関係者が山縣の機嫌伺いに古稀庵を訪れた。後に側近である清浦奎吾を呼び寄せ、古稀庵の近くに清浦の別荘「皆春荘」を構えさせたのは、そうした流れによるものとされている。この皆春荘は、1914年（大正3年）に古稀庵に編入された。
山縣が古稀庵をこの地に置いたことの自慢の一つに、真正面に石垣山を眺められることがあった。石垣山は豊臣秀吉が小田原征伐の際に一夜城を築いた場所であり、そのことから、共に足軽という下級武士の出身であること、秀吉が関白になったことと自らが元帥陸軍大将従一位大勲位功一級公爵という位人臣を極めたこと、また秀吉の朝鮮出兵が失敗に終わったことと自らが日清戦争や日露戦争で指揮を執り大勝したこととを対比し、自らが秀吉にも劣らない人物であると自負していた、といわれている。
1909年（明治42年）2月21日に歌会「常磐会」が古稀庵で催され、森鷗外が来訪している。このとき森は、山縣から古稀庵の記を作るように頼まれ、後に『古稀庵記』を執筆した。

## 山縣水道
山縣有朋の庭園には必ず流水があり、古稀庵についても洗頭瀑をはじめとする滝や水流があるが、水源として荻窪用水の水を、板橋に隣接する風祭から取水し、その水を古稀庵まで送水するという、総延長約1,300mに及ぶ私設の水道を引くことにした。
風祭で荻窪用水から取水された水は、一旦同地に造られた「風祭水源地」に蓄えられた。これは、上部の直径26m、深さ4m、底部の直径17mの、円錐台を上下逆にした形をした貯水池であり、約1,300トンの水を蓄え、沈殿浄化も行われた。ここからは、国道1号沿い等に設けられた鋳鉄管を経て、古稀庵まで自然圧で送水されるようになっていた。この水道は「山縣水道」と呼ばれ、古稀庵だけでなく、隣接する益田邸や閑院宮邸等の別荘群へ、飲料水としても給水されていた。

## 現状

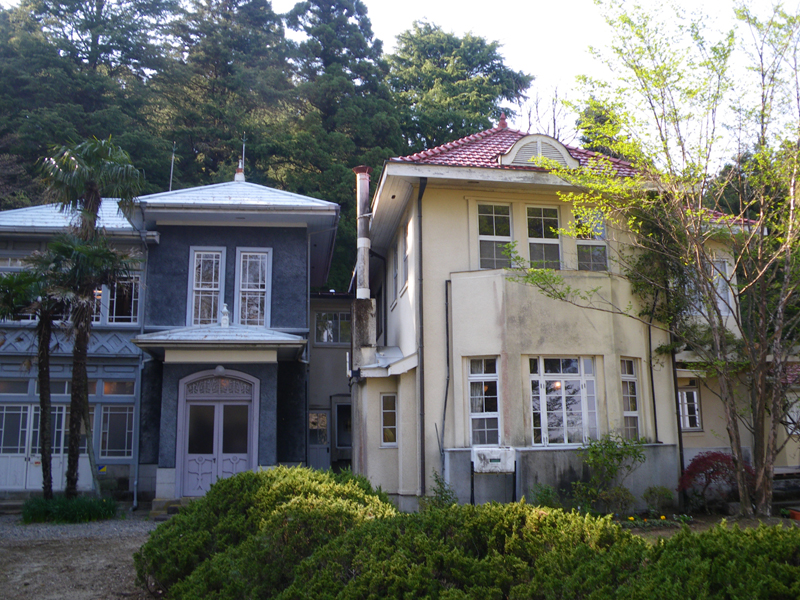
栃木県矢板市の山縣農場へと移築された洋館（左側）。現在は山縣有朋記念館の一部として、遺品の展示などが行われている。

山縣有朋の死後、1923年（大正12年）に発生した関東大震災により、古稀庵の建物が倒壊した。このうち、本館は1929年（昭和4年）に再建された。また、伊東忠太が設計した洋館と、庭園にあった槇ヶ岡神社については、栃木県那須にある山縣農場（現：山縣有朋記念館）に移築された。
第二次世界大戦終戦後は、一時期、東洋観光興業の所有となり、「ホテル古稀庵」として営業に用いられた。その時期には必ず「山縣有朋公爵の名園」として宣伝されたという。
その後も所有権が移転し、1980年（昭和55年）4月には大成建設、同年9月に当時の千代田火災海上保険に所有権が移って現在に至っている。現在は、同社の後身であるあいおいニッセイ同和損害保険の小田原研修所となっている。本館のあった場所には研修所の建物が建っているが、1984年（昭和59年）には、山縣有朋自筆の「古稀庵」の額を掲げた茅葺屋根の門が入口に復元された。また庭園についても、洗頭瀑、聴潭泉、兜岩等が現存している他、所々に同社新入社員により植樹された樹木も見られる。毎週日曜日に庭園が一般公開されている。
- 現所在地 - 神奈川県小田原市板橋827
- 交通 - 小田急箱根鉄道線（箱根登山電車）箱根板橋駅より徒歩約7分